# Sebastian Foss Solevåg
Sebastian Foss Solevåg (Ålesund, 13 juli 1991) is een Noorse alpineskiër. Hij vertegenwoordigde zijn vaderland op de Olympische Winterspelen 2014 in Sotsji en op de Olympische Winterspelen 2018 in Pyeongchang. 

## Carrière
Foss Solevåg maakte zijn wereldbekerdebuut in november 2012 in Levi. Een jaar later scoorde hij in Levi, dankzij een negende plaats, zijn eerste wereldbekerpunten. Tijdens de Olympische Winterspelen van 2014 in Sotsji eindigde de Noor als negende op de slalom. 
Op 6 januari 2015 stond Foss Solevåg in Zagreb voor de eerste maal in zijn carrière op het podium van een wereldbekerwedstrijd. Op de wereldkampioenschappen alpineskiën 2015 in Beaver Creek eindigde hij als negende op de slalom. In Sankt Moritz nam de Noor deel aan de wereldkampioenschappen alpineskiën 2017. Op dit toernooi wist hij niet te finishen op de slalom. Tijdens de Olympische Winterspelen van 2018 in Pyeongchang eindigde Foss Solevåg als tiende op de slalom, op de alpine combinatie bereikte hij de finish niet. In de landenwedstrijd behaalde hij samen met Nina Haver-Løseth, Kristin Lysdahl, Maren Skjøld, Leif Kristian Nestvold-Haugen en Jonathan Nordbotten de bronzen medaille.
Op de wereldkampioenschappen alpineskiën 2019 in Åre eindigde hij als twaalfde op de slalom en als 34e op alpine combinatie. Samen met Thea Louise Stjernesund, Kristin Lysdahl en Leif Kristian Nestvold-Haugen eindigde hij als vijfde in de landenwedstrijd. Op 17 januari 2021 boekte de Noor in Flachau zijn eerste wereldbekerzege.

## Resultaten

### Olympische Winterspelen
| Jaar | Plaats      | Resultaten                                           |
| ---- | ----------- | ---------------------------------------------------- |
| 2014 | Sotsji      | 9e Slalom                                            |
| 2018 | Pyeongchang | 10e Slalom · DNF Alpine combinatie · Landenwedstrijd |
| 2022 | Peking      | Slalom                                               |

### Wereldkampioenschappen
| Jaar | Plaats             | Resultaten                                   |
| ---- | ------------------ | -------------------------------------------- |
| 2015 | Beaver Creek       | 9e Slalom                                    |
| 2017 | Sankt Moritz       | DNF1 Slalom                                  |
| 2019 | Åre                | 12e Slalom 34e Combinatie 5e Landenwedstrijd |
| 2021 | Cortina d'Ampezzo  | Slalom · Landenwedstrijd                     |
| 2023 | Courchevel-Méribel | 19e Slalom                                   |
| 2025 | Saalbach           | DNF1 Slalom                                  |

### Wereldbeker
Eindklasseringen
| Seizoen   | Algm | SL  | AC  |
| --------- | ---- | --- | --- |
| 2013/2014 | 72e  | 26e | -   |
| 2014/2015 | 35e  | 9e  | -   |
| 2015/2016 | 45e  | 11e | -   |
| 2016/2017 | 56e  | 18e | -   |
| 2017/2018 | 29e  | 8e  | 40e |
| 2018/2019 | 50e  | 17e | -   |
| 2019/2020 | 25e  | 5e  | -   |
| 2020/2021 | 14e  | 5e  |     |
| 2021/2022 | 32e  | 10e |     |
| 2022/2023 | 54e  | 21e |     |
| 2023/2024 | 100e | 36e |     |
| 2024/2025 | 132e | 46e |     |

Wereldbekerzeges
| Datum            | Plaats               | Onderdeel     |
| ---------------- | -------------------- | ------------- |
| 17 januari 2021  | Flachau              | Slalom        |
| 19 maart 2021    | Lenzerheide          | Team parallel |
| 22 december 2021 | Madonna di Campiglio | Slalom        |